# Michael Krabbe
Michael Krabbe (* 20. Oktober 1981 in Berlin) ist ein deutscher Schauspieler.

## Leben
Michael Krabbe hat keine „klassische“ Schauspielausbildung, sondern belegte 2006 einen Camera-Acting-Workshop unter der Leitung von Jeanette Wagner und ließ sich von Christiane Heinrich in Sprecherziehung ausbilden. Krabbe arbeitet daher überwiegend für Film und Fernsehen und war in der Vergangenheit nur selten auf der Theaterbühne zu sehen. 2005 spielte er an der Stuttgarter Komödie im Marquardt in dem Stück Internet-Romanze, ein Jahr darauf war er im Alten Schauspielhaus der baden-württembergischen Landeshauptstadt als Horatio in William Shakespeares Hamlet zu sehen.
In dem Drama Wie Feuer und Flamme sah man Michael Krabbe 2001 zum ersten Mal auf der Leinwand. 2003 spielte er unter der Regie von Gernot Roll in der Filmkomödie Pura Vida Ibiza, 2012 im Bodensee-Tatort Nachtkrapp. Neben zahlreichen Gastauftritten in Serien wie Das Duo, Da kommt Kalle, SOKO Köln oder Küstenwache, wurde Krabbe einem breiten Fernsehpublikum durch die Comedy-Serie Knallerfrauen bekannt, in der er zwischen 2011 und 2014 in 20 Folgen mitwirkte.
Vom 22. Oktober 2018 (Folge 1) bis zum 22. März 2019 (Folge 105) spielte er die Hauptrolle des Horst Wölling in der Seifenoper Alles oder nichts.
Michael Krabbe lebt in Berlin.

## Filmografie (Auswahl)
- 2001: Wie Feuer und Flamme
- 2002: Das Duo – Im falschen Leben
- 2002: Das Duo – Tod am Stand
- 2003: Wilde Jungs
- 2004: Pura Vida Ibiza
- 2004: Halt durch, Paul!
- 2004: Lauffeuer (Kurzfilm)
- 2005: Liebe nach dem Tod
- 2006: Paare
- 2006: Vidiots (Kurzfilm)
- 2007: 12 heißt: Ich liebe dich
- 2007: Da kommt Kalle – Kein leichter Fang
- 2009: Claudia – Das Mädchen von Kasse 1
- 2009: Die Ex bin ich
- 2009: Polizeiruf 110 – Falscher Vater
- 2010: Ken Folletts Eisfieber
- 2010: Tod in Istanbul
- 2011–2014: Knallerfrauen
- 2012: SOKO Köln – Die Römer von Bocklemünd
- 2012: Letzte Spur Berlin – Entzugserscheinung
- 2012: Tod einer Polizistin
- 2012: Tatort – Nachtkrapp
- 2013: Chiralia (Kurzfilm)
- 2013: SOKO Stuttgart – Tattoo
- 2014: Küstenwache – Der Tod segelt mit
- 2014: Unter Anklage: Der Fall Harry Wörz
- 2015: Big Business: Außer Spesen nichts gewesen
- 2016: In aller Freundschaft – Die jungen Ärzte – Zivilcourage
- 2016: Bettys Diagnose – Turteln und Zwitschern
- 2016: Tatort – Taxi nach Leipzig
- 2017: Ein Kind wird gesucht
- 2017: Love is in the Air
- 2018–2019: Alles oder nichts (Fernsehserie)
- 2018: Schwartz & Schwartz – Mein erster Mord
- 2019: SOKO Köln - In unserem Veedel
- 2022: Karla, Rosalie und das Loch in der Wand
- 2023: Familie Bundschuh – Bundschuh vs. Bundschuh
- 2023: Der Zürich-Krimi: Borchert und der Mord ohne Sühne
- 2024: SOKO Leipzig (Fernsehserie, Folge Fürchte dich nicht)
- 2024: Die Notärztin (Fernsehserie, Folge Undank)